# San Matteo e l'angelo (Savoldo)
San Matteo e l'angelo è un dipinto a olio su tela (124,5x93,3 cm) di Giovanni Gerolamo Savoldo, databile al periodo 1530-1535 circa e conservato nel Metropolitan Museum of Art di New York.

## Descrizione e stile
Il dipinto, destinato originariamente a uno studiolo privato o, secondo un'ipotesi che segue una traccia documentaria parziale, alla Zecca di Milano, è uno dei più begli esempi dei notturni per cui Savoldo era famoso. L'evangelista Matteo è rappresentato a un tavolo durante la scrittura, mentre un angelo apparso alla sua destra, suo simbolo, gli suggerisce cosa scrivere. La luce proviene interamente dalla candeletta poggiata in primo piano, quindi dall'interno del dipinto, e, in misura minore, dalle due aperture sullo sfondo della stanza, in cui due servitori stanno vicini a un fuoco e alcune figurette, in quella di sinistra, passeggiano tra edifici rischiarati dalla luna. Si tratta forse di allusioni legate all'ospitalità ricevuta da Matteo dagli eunuchi della regina d'Etiopia e al suo martirio futuro, con la torre che rimanda alla sua guarigione del cittadino di Nabader e la resurrezione del figlio del re d'Etiopia.
Straordinario è il brano di verismo della scrivania, con la lucerna, il foglio, il pennino e il calamaio retti dal santo, un tributo al naturalismo lombardo. Di grande forza è anche la veste di Matteo che, accesa da bagliori ed effetti chiaroscurali suggestivi, ha la consistenza pesante del velluto, ottenuta con pennellate dense che sono uno degli stilemi più riconoscibili dell'artista.
Radiografie hanno evidenziato il disegno di una donna nella parte destra.
La tela dovette influenzare il giovane Caravaggio, pure lombardo, ispirando le sue celebri visioni notturne.